# Zanthoxylum glomeratum
Zanthoxylum glomeratum är en vinruteväxtart som beskrevs av Cheng Chiu Huang. Zanthoxylum glomeratum ingår i släktet Zanthoxylum och familjen vinruteväxter. Inga underarter finns listade i Catalogue of Life.